# Натализам
Натализам или пронатализам је веровање које заговара људску репродукцију. Термин је настао од латинске форме придева natalis, што значи рођење. Натализам промовише трудноћу и родитељство као пожељне за основу друштва и обезбеђивање дуготрајности човечанства. Натализам у јавној политици обично покушава да створи финансијске и друштвене подстицаје за репродукцију становништва, као што је пружање пореских подстицаја који награђују родитељство. Припадници строжег вида натализма траже да се ограничи приступ абортусу и контрацепцији. Насупрот натализму је антинатализам.